# Minarete Kalyan
O Minarete Kalyan, Minarete Kalon ou Minâra-i Kalân (em persa: مناره کلان; "grande minarete"; em usbeque: Minorai Kalon) é um minarete no centro histórico de Bucara, um sítio classificado como Património Mundial pela UNESCO no Usbequistão. Juntamente com a Mesquita Kalyan e a Madraça Miriárabe (Mir-i-Arab) forma o conjunto monumental islâmico Po-i Kalyan (ou Poi-Kalan, Pā-i Kalān ou Poi Kalon).
É o monumento mais antigo daquele conjunto monumental, tendo sido construído no século XII na sua versão atual, vários séculos antes do resto do complexo, cujo nome se deve a ele — o nome original em persa do Po-i Kalyan significa "ao pé do `grande´ [minarete]". É uma torre-pilar circular em tijolo, ligeiramente cónica, com 45,6 m de altura, que domina toda a cidade e é visível a longa distância nas planícies em volta. É também conhecido como Torre da Morte, devido a, segundo a lenda ser o local onde os criminosos eram executados sendo atirados do cimo. Tem uma função principalmente decorativa, pois as suas dimensões excedem a principal função dos minaretes, que é a de proporcionarem um ponto vantajoso para o muezim chamar os fiéis para as orações. Para esse propósito bastava ir para o telhado da mesquita, o que era uma prática comum nos primeiros tempos do islão.

## História
O minarete é o único elemento que chegou até aos nossos dias da mesquita construída em 1127 pelo cã caracânida Arslano Cã (r. 1102–1129), cem anos antes das invasões mongóis, durante as quais quase todas as edificações monumentais foram arrasadas. Em Bucara, além do minarete, as únicas construções existentes que são anteriores às invasões mongóis são o Mausoléu Samânida, a fachada sul da Mesquita Magok-i Attari, a parede traseira da Mesquita Namazgah (ou Namezgokh) e alguns edifícios na cidade vizinha de Vobkent. Conta-se que Gêngis Cã ficou de tal forma impressionado com o minarete que decidiu não o mandar destruir.
É provável que a torre atual seja sucessora de outras que se ergueram junto à mesquita congregacional (de sexta-feira) da cidade. A primeira mesquita congregacional de Bucara poderá sido construída por Cutaiba ibne Muslim, o governador da pronvíncia omíada de Coração que conquistou a Transoxiana, na segunda década do século VIII. A mesquita foi destruída e reconstruída várias vezes ao logo dos séculos seguintes. O seu nome deve-se ao minarete.
Poucos anos antes do minarete de tijolo que chegou aos nossos dias ter sido construído, Arslano Cã tinha mandado construir um minarete de madeira, junto a uma mesquita igualmente em madeira. Segundo a lenda, a torre caiu pouco tempo depois de ter sido construída, destruindo a mesquita com a queda. Segundo outras fontes, o minarete de madeira é anterior a Arslano, tendo sido construído no século XI; tinha uma lanterna de madeira, situava-se mais perto da cidadela e ardeu acidentalmente, o que levou Arslano a mandar substituí-lo por um de tijolo, possivelmente para evitar que fosse destruído por fogos futuros. A palavra minarete deriva do árabe minara, que significa farol ou, literalmente, "local onde alguma coisa arde". É possível que os minaretes da região fossem adaptações da "torres de fogo" ou faróis usados na religião zoroastrista que precedeu o islão na Ásia Central e Pérsia.
O minarete atual é da autoria dum arquiteto chamado Usto ("mestre") Bako, que tomou precauções para assegurar a resistência da construção. As fundações têm pelo menos dez metros de profundidade e a argamassa nelas usada foi deixada assentar durante dois anos antes de serem iniciadas outras obras. A torre foi projetada com uma conicidade pronunciada — o diâmetro na base é 9 metros e no topo é 6 m. — o que reforça a estabilidade lateral, tornado a construção resistente a sismos. Não obstante todas estas precauções, segundo a lenda o arquiteto não ficou satisfeito com o seu trabalho e pediu para ser enterrado a 47 metros do minarete (o mesmo que a altura da torre), para que, se o minarete desabasse, ele caísse sobre a sua cabeça como castigo  após a morte. As preocupações de Bako demonstraram-se sem fundamento, pois o monumento resistiu nove séculos de uso e abusos ocasionais. O último desses abusos foi em 1920, quando foi atingido por tiros de artilharia de advertência disparados pelas tropas bolcheviques comandadas por Mikhail Frunze. Em fotos dessa época pode ver-se vários buracos ao longo do eixo na parte superior. Embora o minarete tenha tido obras de restauro, as cicatrizes ainda eram claramente visíveis nas fotografias da era soviética. A restauração mais profunda, levada a cabo em 1997 a pretexto da comemoração do suposto 2 500.º aniversário da fundação de Bucara, deu à torre um aspeto de muito melhor estado de conservação.

## Descrição
A forma cilíndrica do minarete é consistente com os minaretes construídos nos territórios do Grande Irão que faziam parte do Império Seljúcida, embora o historiador de arte britânico Robert Hillenbrand saliente que a conicidade dos minaretes da Ásia Central é mais acentuada. Segundo o mesmo autor, a técnica do uso de alvenaria de tijolo para decorar túmulos, visível, por exemplo, no Mausoléu Samânida, construído no início do século X, podia ser facilmente aplicada a minaretes, com as superfícies relativamente pequenas.
A ornamentação do minarete é feita recorrendo quase exclusivamente a alvenaria. Ao contrário do que já começava a ser comum na Ásia Central e regiões vizinhas, não são usado ladrilhos vidrados. As faixas de ladrilho vidrados existentes junto à base da lanterna foram adicionadas depois de 1920. Por exemplo, em Vobkent, uma cidade situada a menos de 30 km de Bucara, esse tipo de ladrilhos ou azulejos esmaltados é usado moderadamente como elemento decorativo abaixo da base da lanterna dum minarete aproximadamente da mesma época, embora a maior parte da decoração do monumento seja em alvenaria. Da mesma forma, no Mausoléu Chashma Ayub ("Poço de Job"), cerca de 60 anos mais recente do que o Minarete Kalyan, os ornamento são feito sobretudo com base nos vidrados.
No Minarete Kalyan, entre as faixas em alvenaria há algumas faixas com com inscrições em caligrafia cúfica. Estas são legíveis e dão-nos a época de construção de meados do século XII e o nome do patrocinador Arslano Cã. A parte superior é encima por uma lanterna em forma de coroa, também decorada em tijolo. Era dali que os muezins chamavam os fiéis para orar cinco vezes por dia. É provável que ocasionalmente a torre também tenha sido usada como posto de observação ou até mesmo como para sinalização.
A entrada do minarete está ao nível do telhado da Mesquita Kalyan que lhe está adjacente e com a qual está ligada por uma pequena ponte. No interior, uma escadaria com 105 degraus conduz ao topo, onde há um terraço circular com 16 arcos, sobre os quais assenta uma cornija (ou xarife). A escadaria está vedada a visitantes desde há vários anos; antes era permitido aos turistas subirem até à lanterna do cimo do minarete.

Fotografias
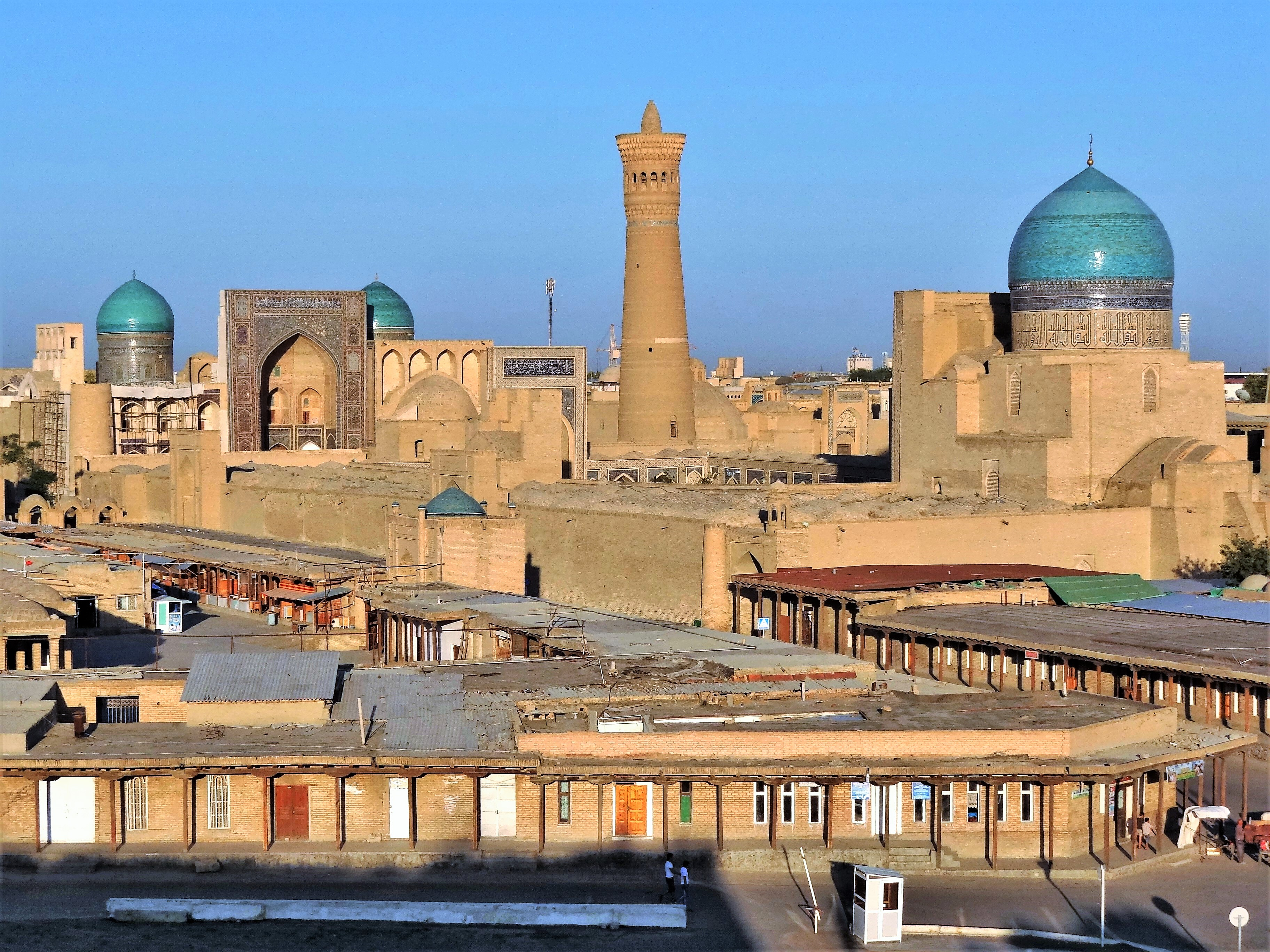
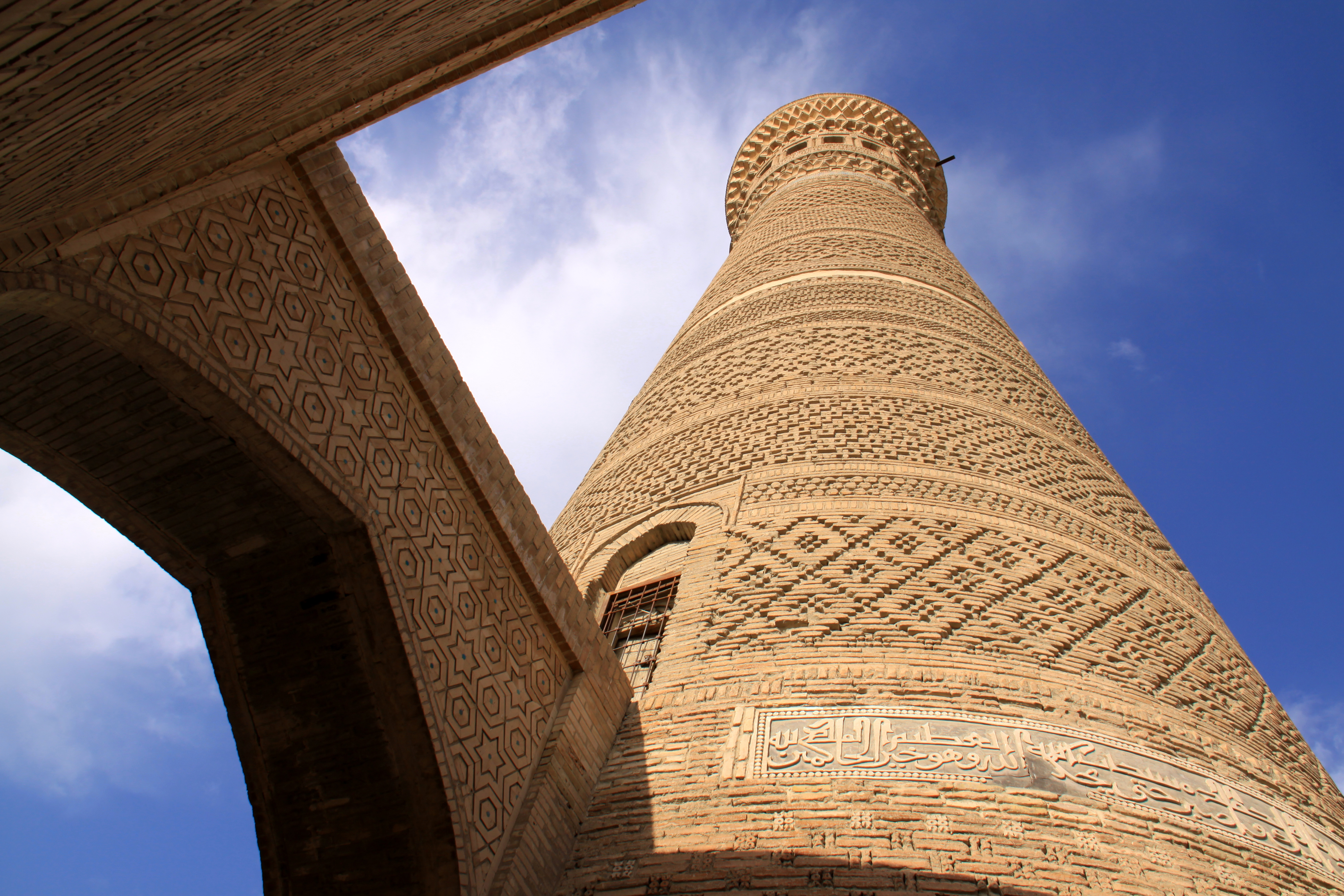
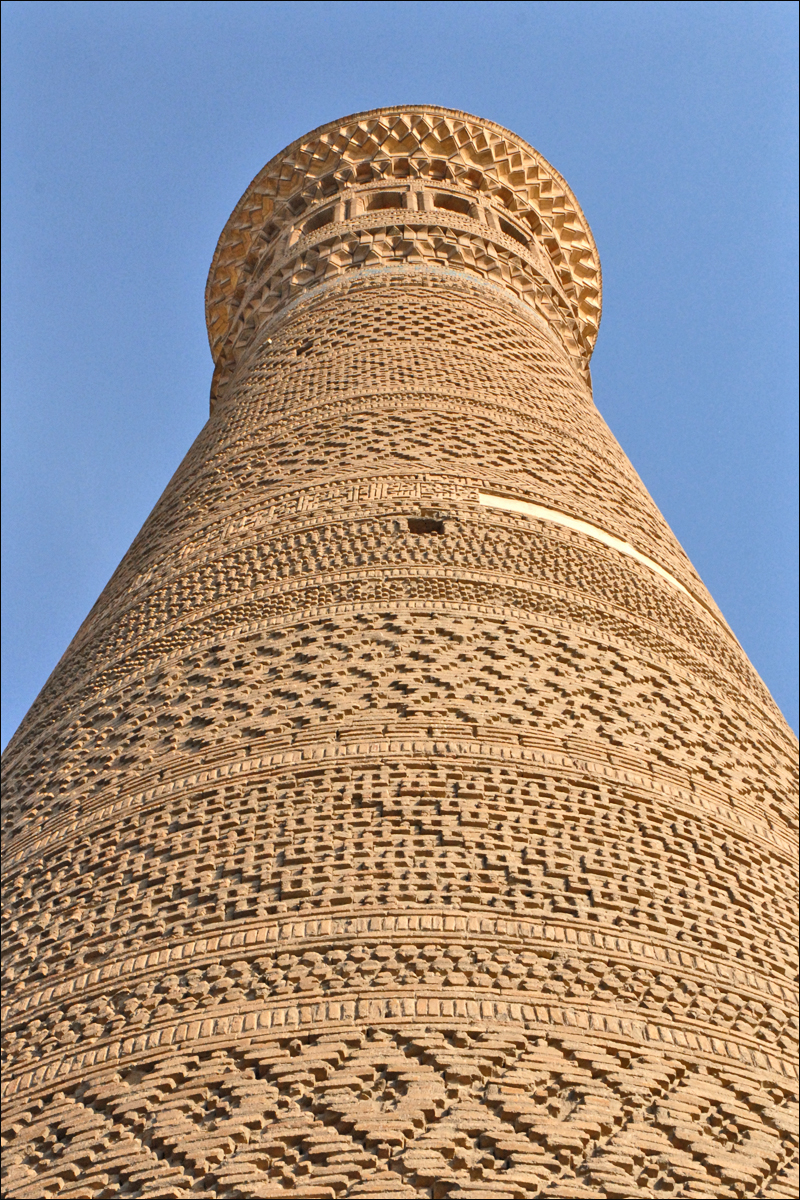
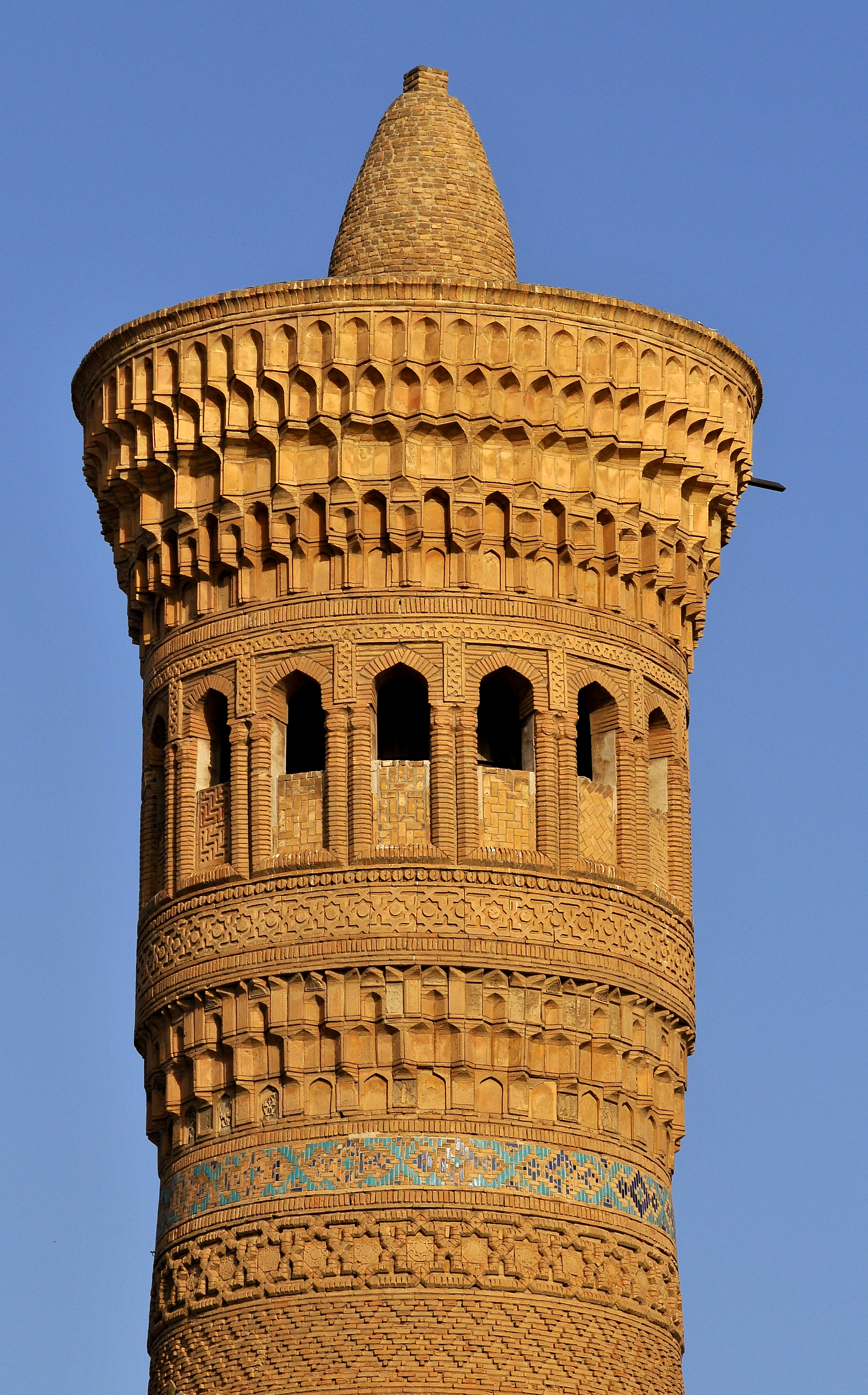
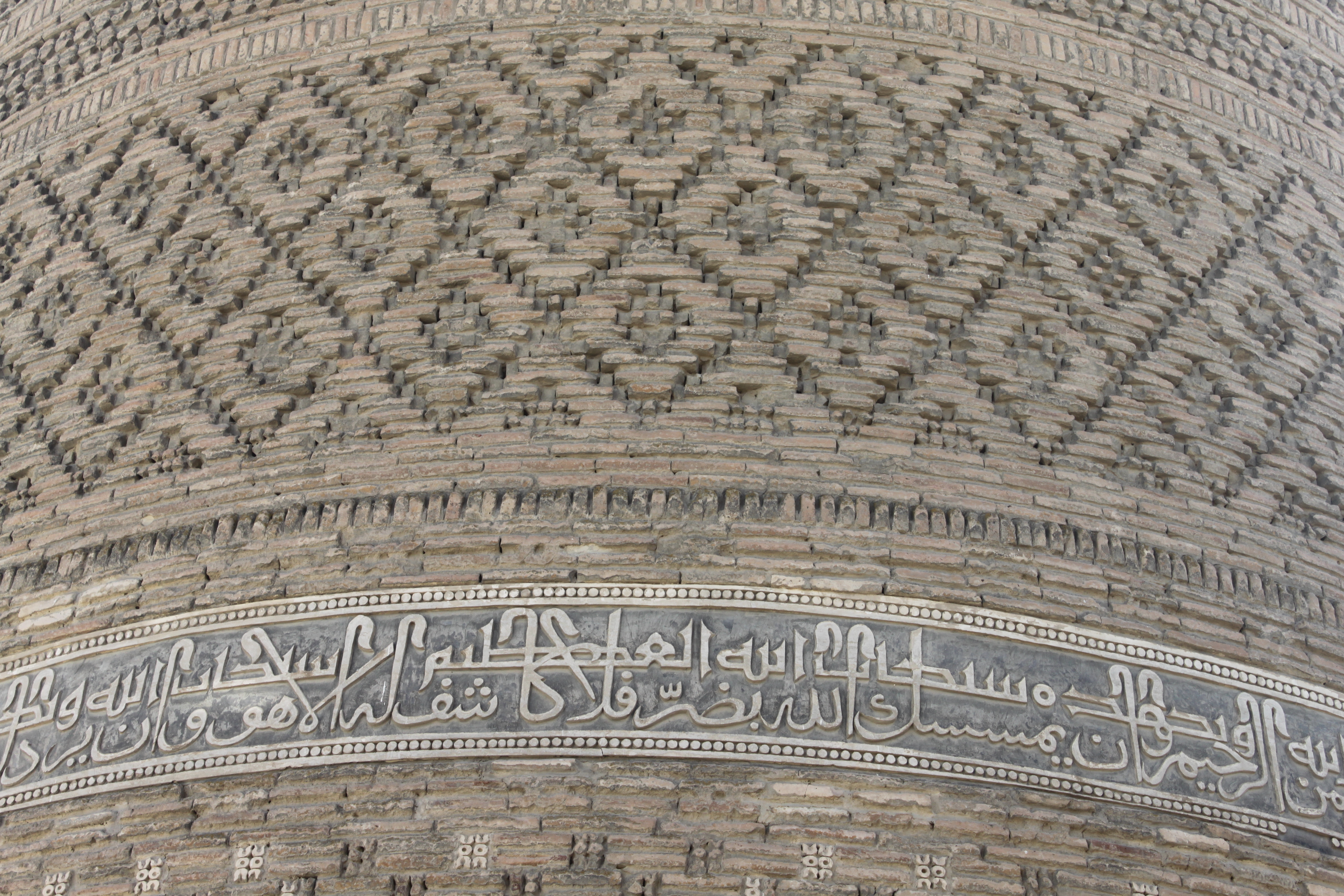